# Tortula demawendica
Tortula demawendica är en bladmossart som beskrevs av Schiffner 1908. Tortula demawendica ingår i släktet tussmossor, och familjen Pottiaceae. Inga underarter finns listade i Catalogue of Life.